# Уайз, Элстон
Джозеф Элстон Уайз (англ. Joseph Alston Wise; 29 октября 1904, Виннипег — 23 сентября 1984, Ванкувер) — канадский хоккеист, чемпион зимних Олимпийских игр 1932 года (и по совместительству чемпион мира) в составе сборной Канады.

## Биография
Играл на позиции левого нападающего за команду университета Манитобы в 1921—1923 годах. Славу ему принесла игра в команде «Виннипег Виннипегс», с которой он выиграл в 1931 году Кубка Аллана. Участник Олимпийских игр 1932 года, забросил две шайбы шайб в пяти матчах и стал чемпионом Игр. Включён в Спортивный зал славы Манитобы в 2004 году посмертно как член команды, победившей в 1931 году на Кубке Аллана.